# ЮНЕСКО
ЮНЕСКО (акрон. англ. UNESCO, United Nations Educational, Scientific and Cultural Organization) — специализированное учреждение Организации Объединённых Наций по вопросам образования, науки и культуры, включающее достопримечательности в список Всемирного наследия.
Цели, декларируемые организацией, — содействие укреплению мира и безопасности за счёт расширения сотрудничества государств и народов в области образования, науки и культуры; обеспечение справедливости и соблюдения законности, всеобщего уважения прав и основных свобод человека, провозглашённых в Уставе ООН, для всех народов, без различия расы, пола, языка или религии.
Организация была создана 16 ноября 1945 года, её штаб-квартира располагается в Париже (Франция). В настоящее время в организации насчитывается 193 государства-члена, 2 государства-наблюдателя и 10 ассоциированных членов-территорий, не несущих ответственность за внешнюю политику. 182 государства-члена располагают постоянным представительством при организации в Париже, где также находятся 4 постоянных наблюдателя и 9 наблюдательных миссий межправительственных организаций. В состав организации входит более 60 бюро и подразделений, расположенных в различных частях мира.
Среди вопросов, которые охватывает деятельность организации: проблемы дискриминации в области образования и неграмотности; изучение национальных культур и подготовка национальных кадров; проблемы социальных наук, геологии, океанографии и биосферы.
С 1948 года организация издаёт журнал «Курьер ЮНЕСКО», в настоящее время выходящий на десяти языках и доступный онлайн в свободном доступе.

## Деятельность
Основные направления деятельности представлены в пяти программных секторах: образование, естественные науки, социальные и гуманитарные науки, культура, коммуникация и информация. Существует также ряд сквозных тем, которые являются составной частью всех направлений. Основной принцип деятельности ЮНЕСКО — развивать и способствовать росту количества средств коммуникации между людьми и использовать эти средства для достижения взаимопонимания и более верных и совершенных знаний о жизни друг друга.

### Образование

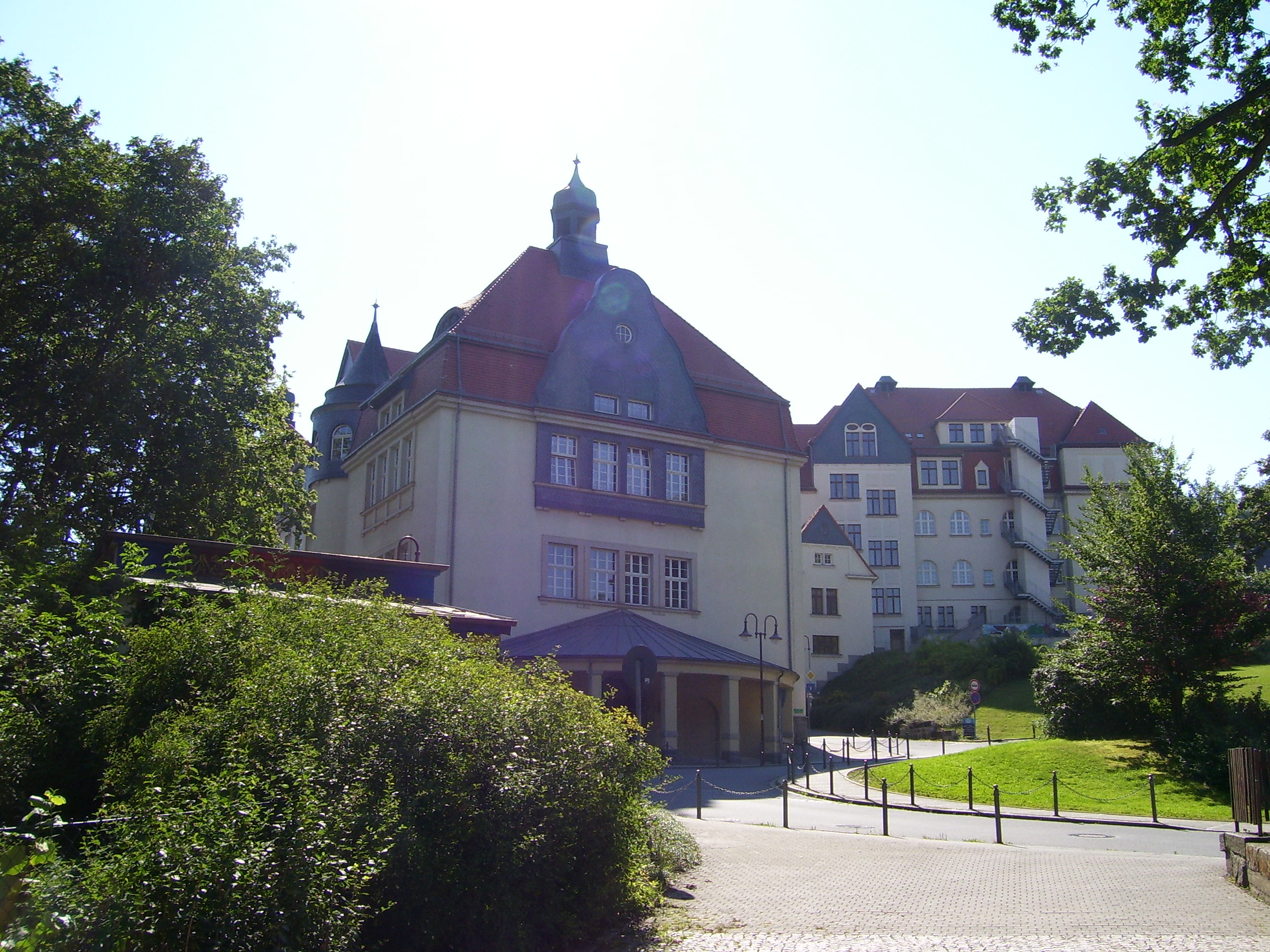
12-я гимназия в Зебнице — ассоциированная школа ЮНЕСКО

ЮНЕСКО считает образование своим приоритетным направлением деятельности с момента основания организации. После войны организация занималась восстановлением разрушенных школ и налаживанием прерванных контактов в сфере образования в Западной Европе. В 1950-х годах организация стала также заниматься защитой прав человека в области образования. В 1960 году была принята Конвенция о борьбе с дискриминацией в области образования. До этого момента деятельность в отношении развивающихся стран была бессистемна и в основном направлена на сообщение элементарных сведений из различных областей. После того, как в начале 1960-х годов в организацию вступили новые африканские государства, основное внимание ЮНЕСКО стала уделять развивающимся странам.
В 1990 году Программа развития ООН, ЮНЕСКО, ЮНФПА, ЮНИСЕФ и Всемирный банк провели в Джомтьене, Таиланде, Всемирную конференцию по образованию для всех, на которой приняли решение «универсализировать систему начального образования и сократить безграмотность» к 2000 году. Проект получил название «Образование для всех», его основу составляют одноимённые национальные проекты, ЮНЕСКО является координатором, занимается поиском источников финансирования и готовит ежегодные доклады о работе программы. В 2000 году в Дакаре, Сенегал, проходил Всемирный форум по образованию, также организованный по инициативе ряда организаций в системе ООН. На форуме была проведена оценка программы, базирующаяся на национальных докладах, которая констатировала, что несмотря на некоторый прогресс, ни одна из целей достигнута не была. В дальнейшем на форуме были сформулированы основная стратегия и цели программы «Образование для всех» до 2015 года. Цели включают обязательное бесплатное начальное образование, равенство полов в начальной и средней школе, повышение качества образования, комплексные меры по воспитанию детей младшего возраста, удовлетворение образовательных потребностей молодёжи и взрослых, а также повышение грамотности взрослых. Первые две цели входят также в список целей развития ООН.
В докладе, представленном ЮНЕСКО 25 ноября 2008 года, организация осудила равнодушие политических систем к проблемам образования и высказалась о возможном провале программы. Первая намеченная цель, обеспечение гендерного равенства к 2005 году, так и не была достигнута. Учитывая текущее положение дел, существует сомнение в достижении второй цели, всеобщего начального образования к 2015 году. Выводы о невозможности достижения целей программы «Образование для всех» подтверждены и в докладе, представленном 1 марта 2011 года. Дополнительной проблемой, обозначенной в докладе, является вовлечённость школьников в вооружённые конфликты. В частности, бывшая президент Ирландии и комиссар ООН по правам человека Мэри Робинсон отметила, что с изменением природы вооружённых конфликтов, дети стали объектом намеренных и систематических атак.
В 1991 году была создана нацеленная на развитие сотрудничества среди университетов и смягчение последствий «утечки мозгов» программа УНИТВИН (University Twinning and Networking), также известная как всемирная сеть кафедр ЮНЕСКО. Кафедры ЮНЕСКО занимаются обменом опытом, знаниями и технологиями в образовании, а также стажировкой преподавателей, что способствует повышению качества преподавания, подготовки кадров и научных исследований. В 1992 году была создана аналогичная программа в области профессионально-технического образования — ЮНЕВОК (Technical and Vocational Education and Training). В 2009 году состоялась вторая всемирная конференция по высшему образованию (первая прошла в 1998 году и была признана успешной). Во время второй конференции основную полемику вызвали такие вопросы, как можно ли считать высшее образование общественным достоянием, возможна ли торговля в области высшего образования (связь с соглашением по торговле услугами), рейтинги вузов. В результате было выработано коммюнике, которое, по мнению ряда участников конференции, «носит фрагментарный характер» и не является «ясным и последовательным посланием международному академическому сообществу».
В 1953 году была организована сеть ассоциированных школ ЮНЕСКО, в которой принимают участие дошкольные учреждения, начальная и средняя школы, учреждения профессионально-технического образования, программы подготовки учителей. Ассоциированные школы уделяют особое внимание информации об ООН и ЮНЕСКО, обучению в области экологии и охраны окружающей среды, изучению культурного и природного наследия, правам и свободам человека. ЮНЕСКО выделяет четыре главных аспекта в процессе обучения «учиться, чтобы знать, учиться, чтобы уметь, учиться жить и учиться жить вместе».
ЮНЕСКО занимается публикацией книг, монографий, справочных материалов по образованию. Среди периодически выпускаемых материалов: «Статистический ежегодник ЮНЕСКО», «Обучение за рубежом», «Всемирный справочник по образованию», «Перспективы». «Всемирный доклад по образованию», выпускаемый с 1991 года каждые два года, содержит статистические материалы, обзоры и анализ мировых тенденций в образовании. Раз в два года проводятся международные конференции по образованию.
Вопросами образования занимаются региональные бюро в Бангкоке, Бейруте, Дакаре и Сантьяго, а также 52 офиса организации. Направление поддерживается рядом глобальных институтов и центров ЮНЕСКО, в числе которых Международное бюро просвещения в Женеве, Международный институт планирования образования ЮНЕСКО в Париже и Буэнос-Айресе, Институт ЮНЕСКО по обучению на протяжении всей жизни в Гамбурге, Институт ЮНЕСКО по информационным технологиям в образовании в Москве, Международный центр ЮНЕСКО по техническому и профессиональному образованию и подготовке в Бонне, а также региональными проектами организации.

### Естественные науки

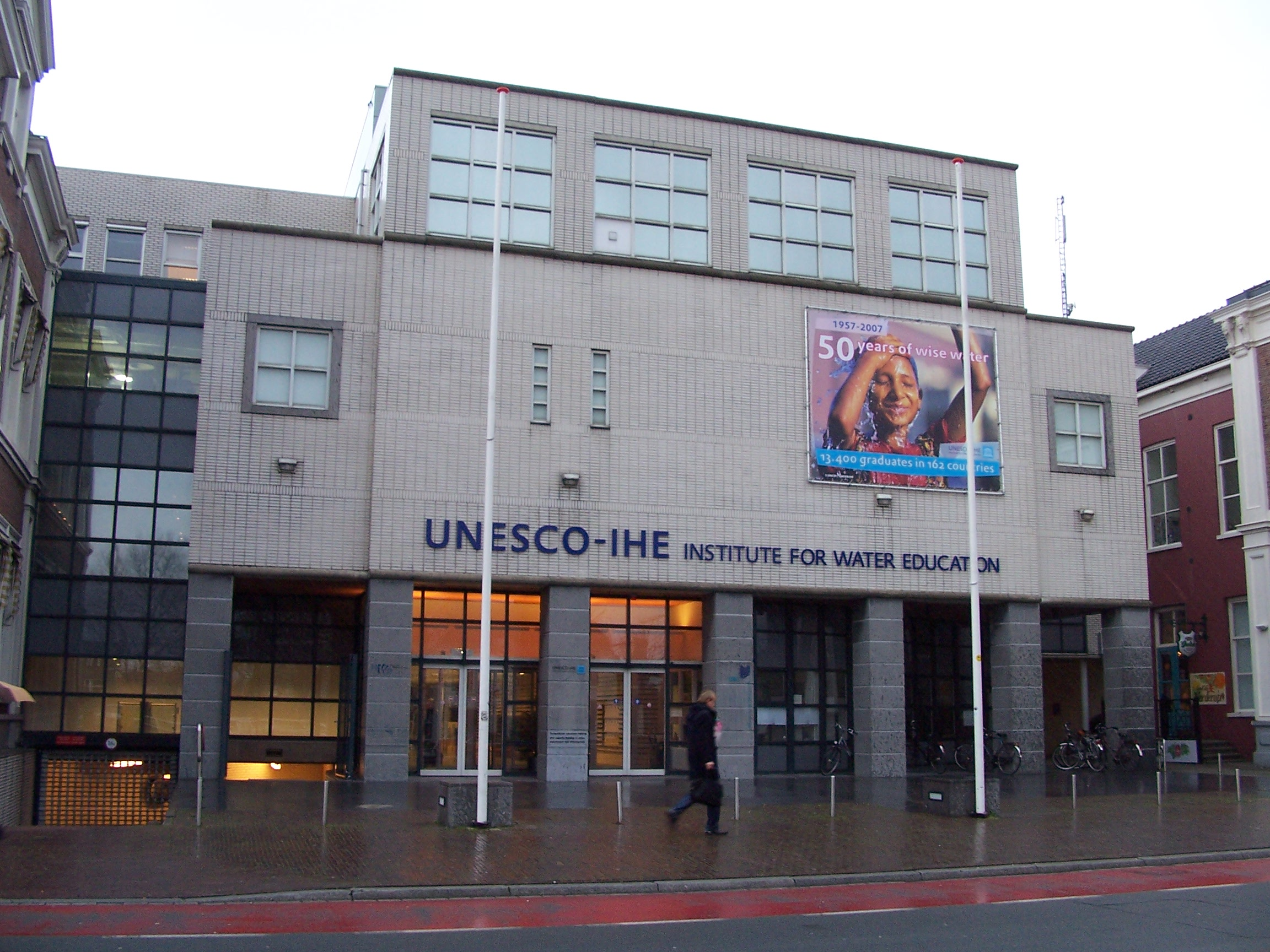
Институт ЮНЕСКО по водному образованию в Делфте

ЮНЕСКО является единственным подразделением ООН, у которого науки вынесены в название. В соответствии с этим организация рассматривает естественные науки в контексте междисциплинарного взаимодействия с образованием и культурой. ЮНЕСКО стояла у истоков таких международных проектов как Европейский центр ядерных исследований и Международный союз охраны природы. В настоящее время в своей деятельности в научном направлении ЮНЕСКО опирается на выводы Всемирной встречи по устойчивому развитию, прошедшей в 2002 году в Йоханнесбурге, и Всемирной конференции по науке, прошедшей в 1999 году в Будапеште.
Вопросами науки занимаются региональные бюро в Найроби, Джакарте, Венеции, Каире и Монтевидео, а также 23 офиса организации. Направление поддерживается Институтом ЮНЕСКО по водному образованию в Делфте и Международным центром теоретической физики имени Абдуса Салама в Триесте.
Среди программ ЮНЕСКО в ведении образовательного направления находятся Международная Гидрологическая программа, Межправительственная океанографическая комиссия, программа «Человек и биосфера» (Всемирная сеть биосферных резерватов), Международная геонаучная программа (Всемирная сеть национальных геопарков) и международная программа фундаментальных наук.

### Социальные и гуманитарные науки
Миссией ЮНЕСКО в области социальных и гуманитарных наук является продвижение знаний, стандартов и интеллектуальной кооперации, направленных на социальные преобразования, права и свободы человека. Помимо основной цели, претворения в жизнь положений Всеобщей декларации прав человека, организация работает с такими аспектами как равенство полов и право на образование. ЮНЕСКО занимается определением текущей ситуации в обществе, перспективными исследованиями и философией, а также задаёт вектор развития.
Работа организации в данной области разделена на четыре секции: этика (биоэтика, наука и технологии, образование в области этики), права человека (гендерное равенство, искоренение бедности, демократия, философия, борьба с дискриминацией), социальные преобразования (миграция, урбанистические исследования, молодёжь) и спорт (физическое образование и проблемы допинга).
Среди программ ЮНЕСКО в ведении социального и гуманитарного направления находятся программа МОСТ (управление социальными преобразованиями) и программа по биоэтике.

### Культура
Основой работы ЮНЕСКО в области культуры является содействие культурному разнообразию, основанное на человеческих взаимоотношениях. Этот подход был подтверждён в 2001 году с принятием Всеобщей декларации о культурном разнообразии. От охраны всемирного культурного и природного наследия, представляющего ценность для всего человечества, организация перешла к защите различных форм нематериального культурного наследия, шедевров устного творчества. Ещё одним моментом в работе ЮНЕСКО в области культуры является сохранение культурных объектов в зоне вооружённых конфликтов, основу этого направления деятельности составляет Гаагская конвенция 1954 года.
Вопросами культуры занимаются региональные бюро в Венеции и Гаване. Среди программ ЮНЕСКО в ведении культурного направления находятся такие программы как Всемирное наследие, Нематериальное культурное наследие, Подводное культурное наследие.

### Коммуникация и информация
Отсутствие полноценного доступа к информации во многих странах является преградой на пути устойчивого развития. Признанная одним из ключевых направлений, концепция общества знания основана на принципе свободы слова и доступа к информации, знаниям и образованию. Деятельность ЮНЕСКО в области коммуникации направлена на сокращение разрыва в данной области между развитыми и развивающимися странами. Кроме того, ЮНЕСКО осуждает нарушения свободы прессы и расправу над сотрудниками СМИ.
Работу направления поддерживает 27 офисов организации. Среди программ ЮНЕСКО в ведении коммуникационного и информационного направления находятся Информация для всех, Память мира, программа защиты цифрового наследия и международная программа развития коммуникаций.

### Специальные темы
Кроме основных направлений, ЮНЕСКО развивает ряд специальных тем, требующих междисциплинарного взаимодействия. Специальными темами являются изменения климата, диалог между цивилизациями, малоостровные государства, молодёжь, языки, решение проблем-последствий конфликтов и природных бедствий.

## Бюджет
ЮНЕСКО вырабатывает подходы и методы решения проблем, намечает пути дальнейшего развития и не занимается оказанием финансовой помощи. В связи с этим бюджет организации выглядит скромным. Бюджет ЮНЕСКО утверждается каждые два года на Генеральной конференции. Он отражает среднесрочную стратегию организации, вырабатываемую на шесть лет, и распределение средств по основным направлениям деятельности в течение последующих двух лет. Последний шестилетний план охватывает период с 2008 по 2013 годы. Бюджет на 2010—2011 годы является вторым в рамках действующей стратегии. Бюджет на 2012—2013 годы был утверждён на Генеральной конференции ЮНЕСКО в августе 2011 года.

### Поступления бюджета

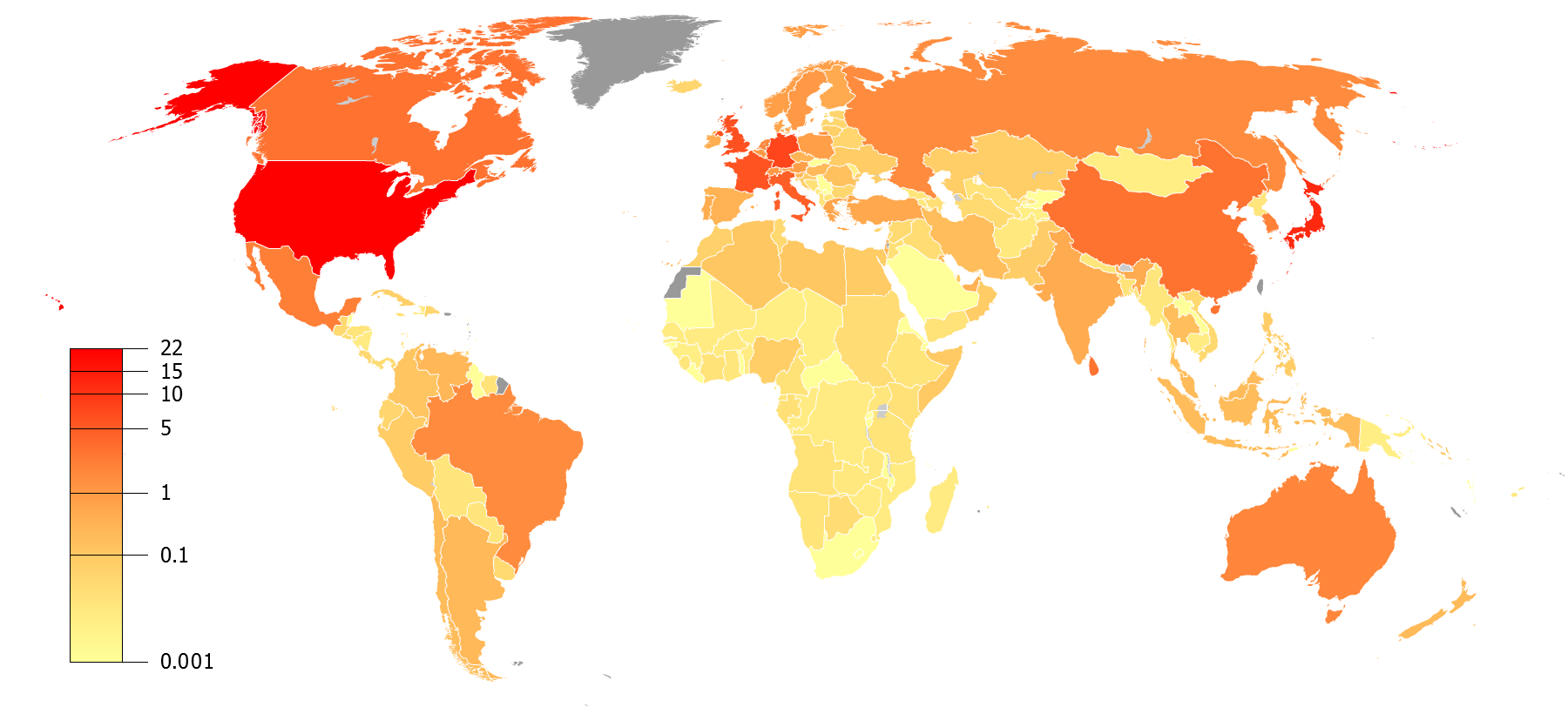
Шкала взносов ЮНЕСКО

Регулярный бюджет организации состоит из взносов государств-членов. Взносы устанавливаются на Генеральной конференции по соответствующей шкале. Шкала основана на аналогичной шкале для государств — членов ООН в тот же период с учётом различий в членском составе, в частности, устанавливаются аналогичные максимальные и минимальные ставки, а также величина округления. В отчёте, представленном Конгрессу США в 2006 году, указывалось, что шкала в основном базируется на валовом внутреннем продукте. При этом указывалось, что данная шкала не отражает текущего положения стран, в частности, значительного роста ВВП Китая. В отчёте высказывалось предложение об использовании других экономических показателей для определения шкалы, в частности, паритет покупательной способности:30.
В ЮНЕСКО действует комбинированная система уплаты взносов, введённая на 24-й сессии Генеральной конференции. Она связана с колебаниями курсов валют и в настоящее время позволяет платить членские взносы в долларах США, евро и иных валютах. Возможность уплаты взносов в различных валютах зависит от потребностей организации в этих валютах для проведения различных программ. Расчётный курс евро по отношению к доллару США для таких целей устанавливается ЮНЕСКО, для периода 2010—2011 годов курс составляет 1 долл. США = 0,869 евро.
К числу задач секретариата ЮНЕСКО относится привлечение внебюджетных средств. Средства привлекаются в виде добровольных пожертвований государств-доноров и международных организаций и фондов, в том числе Программы развития ООН, Фонда ООН для деятельности в области народонаселения (ЮНФПА), Программы ООН по окружающей среде (ЮНЕП), Всемирного банка. Коитиро Мацуура в интервью журналу «Международная жизнь», будучи генеральным директором ЮНЕСКО, назвал четыре источника внебюджетных средств: международные агентства, двусторонние доноры, гражданское общество и частные инвесторы.
Регулярный бюджет ЮНЕСКО на 2010—2011 годы составил 653 млн долларов США, в то время как сумма внебюджетных ассигнований достигла 462 751 400 долларов. Основными государствами-донорами являлись США (22 %), Япония (12,531 %), Германия (8,019 %), Великобритания (6,605 %), Франция (6,124 %).
1 ноября 2011 года пресс-секретарь Госдепартамента Виктория Нуланд сообщила, что США прекращает финансовую помощь ЮНЕСКО в ответ на решение этой организации о принятии Палестинской автономии в свой состав. Поступления от США составляют 70 млн долларов в год, в ноябре планировалось сделать очередной взнос в размере 60 млн долларов. 2 ноября 2011 года о прекращении перечисления членских взносов ЮНЕСКО в ответ на решение этой организации о принятии Палестинской автономии в свой состав объявили Канада, Израиль, Австралия и Польша.
2012 финансовый год организации пришлось начать с дефицитом в 150 миллионов долларов.

### Расходы бюджета
Условно расходная часть бюджета ЮНЕСКО делится на 7 секторов: пять направлений деятельности организации, расходы на административный корпус (General Policy and Direction) и расходы на администрирование и выполнение программ (Program Execution and Administration). Распределение по этим секторам сильно различается для регулярного бюджета и внебюджетных средств.
Основной статьёй расходов регулярного бюджета являются расходы на выполнение программ, которые составляют более трети всей суммы. Административные расходы составляют немногим более 5 % от всего регулярного бюджета. Среди направлений деятельности расходы распределены следующим образом: образование (17 %), естественные науки (10 %), социальные и гуманитарные науки (5 %), культура (8 %), коммуникации и информация (6 %).
Организация стремится к увеличению финансирования программ за счёт сокращения административных расходов. Важность реформы администрации в интервью агентству «РИА Новости» подтвердила Ирина Бокова. Она заметила, что необходимо уменьшить бюрократию, а также продолжать процесс децентрализации, который позволит «сделать ЮНЕСКО ближе к государствам, к странам, к тому, что ЮНЕСКО делает в области образования, науки и культуры».

## Структура
Помимо штаб-квартиры организации в Париже, существует целый ряд региональных, кластерных и национальных офисов ЮНЕСКО, созданных в рамках стратегии децентрализации и обеспечивающих её эффективное присутствие во всех регионах и областях, а также связь с агентствами ООН и другими организациями-партнёрами. Административную поддержку сети обеспечивает координационное бюро ЮНЕСКО (Bureau of Field Coordination). Связь с ООН поддерживается в офисах организации в Женеве и Нью-Йорке.

### Региональные, кластерные и национальные офисы

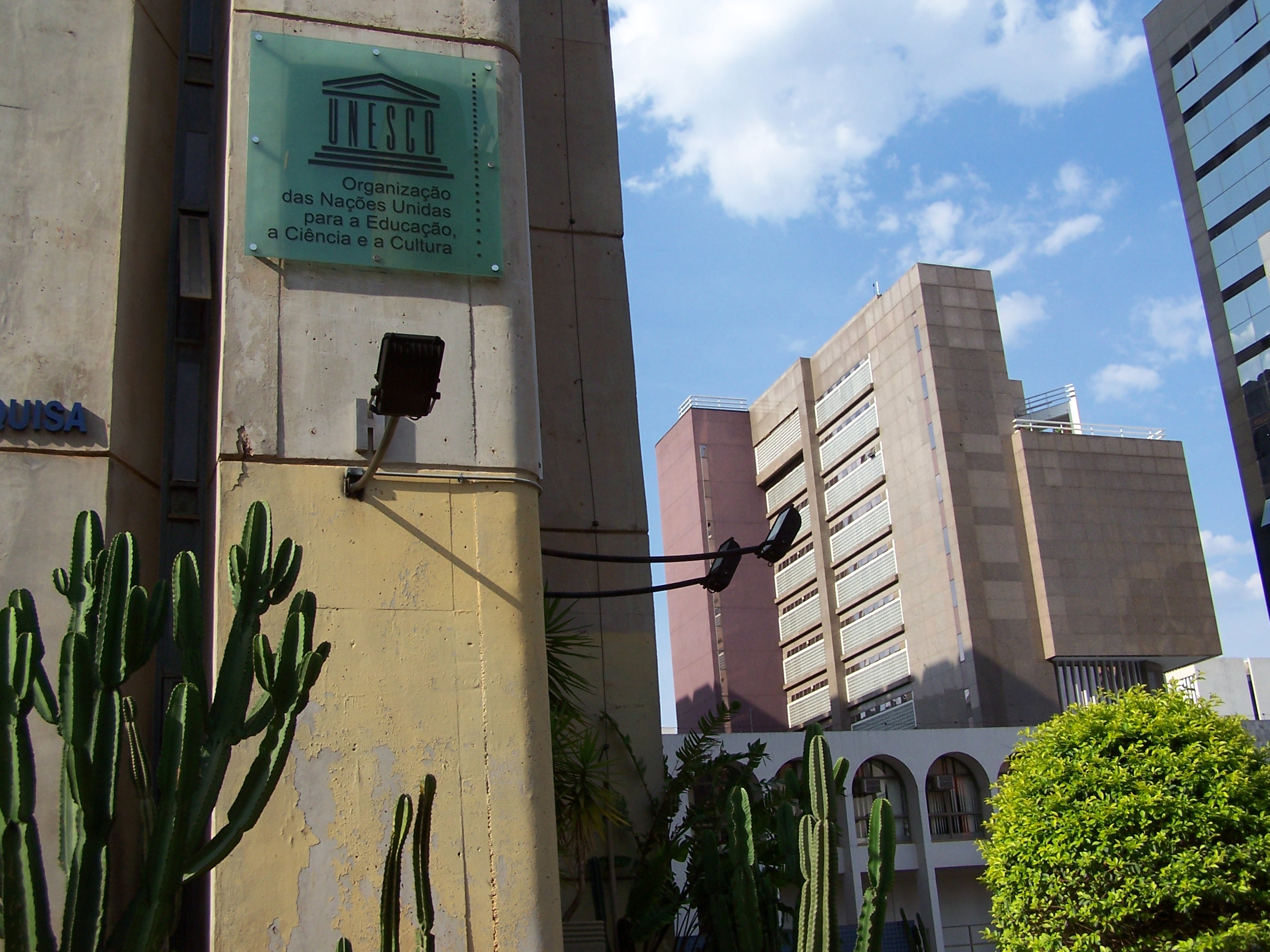
Табличка на офисе организации в Бразилии

Все действующие и ассоциированные члены ЮНЕСКО организованы в пять региональных групп: Африка, Лига арабских государств, Азия и Тихий океан, Европа и Северная Америка, Латинская Америка и страны Карибского бассейна. Основу деления составляют географические факторы, но не только они. Многие программы и тематические направления работы организации формируют региональные сети, направленные на решение проблем, специфических для региона. Деятельность региональных сетей согласуется с национальными представительствами ЮНЕСКО, региональными бюро и штаб-квартирой организации.
Региональные бюро ЮНЕСКО оказывают специализированную поддержку кластерным и национальным офисам организации. Всего насчитывается 10 региональных бюро организации, работающих в областях образования, науки и культуры.
Основу структуры ЮНЕСКО составляет кластерная система. 27 кластерных офисов организации работают со 148 странами-членами и осуществляют взаимодействие между странами в кластере по вопросам, находящимся в компетенции ЮНЕСКО, взаимодействие с различными структурами ООН по осуществлению совместных проектов, а также осуществляют взаимодействие с другими офисами организации по различным направлениям деятельности. Исключение из кластерной системы составляют 27 национальных офисов, призванных обслуживать 9 самых густонаселённых стран мира, а также пост-конфликтные зоны.

### Штаб-квартира
С 6 сентября 1946 года подготовительная комиссия по созданию ЮНЕСКО, а затем и сама организация находились в отеле Мажестик в Париже. Здание на авеню Клебер было спешно восстановлено. Секретари организации работали в спальнях, а сотрудники среднего звена — в ванных комнатах, используя для хранения документов ванную.
Современная штаб-квартира ЮНЕСКО была открыта 3 ноября 1958 года. Здание по форме напоминает латинскую букву Y и построено на 72 бетонных колоннах. В нём расположена библиотека организации. Комплекс на площади Фонтенуа дополняет здание, названное «аккордеон», в овальном зале которого проходят пленарные заседания Генеральной конференции, здание в форме куба и здание с шестью зелёными внутренними двориками, на которые выходят окна служебных кабинетов. Архитекторами зданий стали представители разных стран: Марсель Брейер (США), Пьер Луиджи Нерви (Италия) и Бернар Зерфюс (Франция).
Все здания открыты для посещения, в них находятся произведения Пикассо, Базена, Миро, Тапиеса и многих других художников, символизирующие мир.

### Государства-члены, ассоциированные члены и постоянные представительства при штаб-квартире ЮНЕСКО
Любое государство, являющееся членом ООН, может стать членом ЮНЕСКО, при приостановке членства в ООН автоматически происходит выход из ЮНЕСКО. Государства и территории, не входящие в ООН, могут стать членами организации при условии получения двух третей голосов генеральной конференции. Для территорий, не управляющих своей внешней политикой, дополнительным условием является ходатайство ответственного за внешние сношения государства. Выход из состава организации осуществляется после уведомления генерального директора, вступающего в силу 31 декабря года, следующего за тем, в котором было сделано это уведомление.
Взаимоотношением с национальными комитетами ЮНЕСКО занимается соответствующее подразделение организации, в состав которого входит четыре региональные секции (кроме Африки).
Каждое государство-член имеет право назначить постоянного представителя при ЮНЕСКО. Правом воспользовалось 182 государства, кроме того, при ЮНЕСКО действует 4 постоянных наблюдателя и 9 наблюдательных миссий межправительственных организаций.

### Официальные языки
В настоящее время официальными языками организации являются английский, арабский, испанский, китайский, русский и французский языки. С момента основания в 1946 году официальными языками секретариата, генеральной конференции и исполнительного совета ЮНЕСКО были английский и французский. В 1950 году к языкам генеральной конференции прибавился испанский, а в 1954 — русский. В том же 1954 году оба языка стали официальными для исполнительного совета. Основные органы управления организацией включили арабский язык в список официальных в 1974 году. Китайский добавился к этому списку в 1977 году для исполнительного совета и в 1980 — для генеральной конференции.

## Управление
Руководящими органами ЮНЕСКО являются Генеральная конференция, которая собирается раз в два года, и Исполнительный совет, избираемый Генеральной конференцией и осуществляющий руководство организацией в период между её сессиями. Исполнительным органом ЮНЕСКО является секретариат во главе с генеральным директором. Функции и зоны ответственности органов управления организацией прописаны в уставе.

### Генеральная конференция
Генеральная конференция определяет основное направление деятельности ЮНЕСКО. Она проводится раз в два года и принимает программу и бюджет организации на следующий цикл. Генеральная конференция принимает также среднесрочный план на шестилетний период. За всё время существования организации состоялось четыре внеочередные сессии генеральной конференции. Это произошло в 1948, 1953, 1973 и 1982 годах. Также почти все конференции проходили в штаб-квартире организации в Парижe. Исключения составляют 1947 год, когда конференция прошла в Мехико, очередная конференция 1948 года прошла в Бейруте, 1950 — Флоренция, 1954 — Монтевидео, 1956 — Нью-Дели, 1976 — Найроби, 1980 — Белград, 1985 — София.
Каждое государство, являющееся членом ЮНЕСКО, представлено в работе генеральной конференции и имеет один голос, однако в последнее время решения генеральной конференции принимаются путём консенсуса. Кроме того, в качестве наблюдателей приглашаются государства, не являющиеся членами ЮНЕСКО, различные межправительственные и неправительственные организации, фонды. Число участников конференции, таким образом, существенно возрастает и может достигать трёх тысяч.
Руководит генеральной конференцией президент и вице-президенты, которые выбираются после открытия и согласования повестки. Кроме того, генеральная конференция избирает членов исполнительного совета, назначает генерального директора секретариата, руководителей различных комиссий организации.

### Исполнительный совет
Исполнительный совет является руководящим органом ЮНЕСКО между сессиями Генеральной конференции. Он готовит работу конференции и осуществляет надзор за реализацией конкретных решений, определяет методы и формы практической деятельности организации. Совет состоит из представителей 51 страны-члена ЮНЕСКО, избираемых на Генеральной конференции с учётом регионального и культурного представительства.
Основные обязанности Исполнительного совета определены в Уставе ЮНЕСКО. Кроме того, он подчиняется директивам и резолюциям Генеральной конференции. Исполнительный совет собирается два раза в год. Его председатель избирается из числа представителей государств — членов исполнительного совета. Согласно принципу ротации, каждые два года пост переходит к одной из пяти региональных групп. Действующим председателем Исполсовета с ноября 2015 года является Микаэль Ворбс, срок полномочий которого заканчивается в ноябре 2017 года.
 Российское Председательство в Исполнительном совете ЮНЕСКО (2009—2011)
В ходе 183-й сессии Исполнительного совета ЮНЕСКО в Париже 23 ноября 2009 года на высший выборный пост Организации — председателя Исполсовета была избрана Постоянный представитель Российской Федерации при ЮНЕСКО Элеонора Валентиновна Митрофанова. Она сменила на этом посту Постоянного представителя Бенина при ЮНЕСКО О. Яйи. 5 октября 2011 года в ходе 187-й сессии Исполсовета ЮНЕСКО под председательством Э. В. Митрофановой состоялось обсуждение заявки о приёме Палестины в члены этой Организации. За проект решения, рекомендующего эту заявку очередной Генеральной конференции ЮНЕСКО, проголосовало 40 из 58 стран — членов Совета, включая Россию. Таким образом, после утверждения данной рекомендации на 36-й сессии Генконференции (ноябрь 2011 года) ЮНЕСКО стала первой международной организацией системы ООН, официальным членом которой стала Палестина. Информация об общих итогах российского председательства опубликована на официальном веб-сайте Постпредства России при ЮНЕСКО. Преемницей Э. В. Митрофановой (в 2011—2013 годах) стала Алиссандра Камминс (Барбадос).

### Секретариат

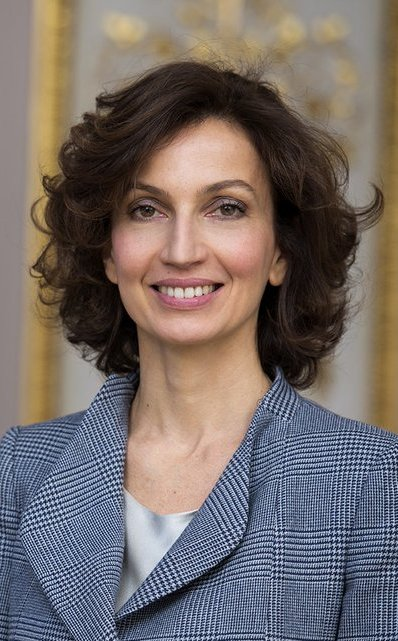
Одри Азуле

Секретариат занимается осуществлением программ и резолюций, утверждаемых Генеральной конференцией ЮНЕСКО. Секретариатом руководит генеральный директор, в подчинении которого находятся профессиональные сотрудники, а также сотрудники общей службы. По информации организации, в середине 2009 года в секретариате работало около 2000 сотрудников из 170 стран. Работа секретариата, как и всей организации, разделена на направления (программные сектора), кроме того, действуют секторы поддержки программы, занимающиеся контактами со СМИ и администрацией, и центральные службы, включающие секретариаты генеральной конференции и исполнительного совета, а также занимающиеся вопросами бюджета, стратегического планирования, правовыми вопросами и т. д.
В настоящее время генеральный директор избирается Генеральной конференцией раз в четыре года. В прошлом он назначался на шестилетний срок. В октябре 2017 состоялись выборы нового генерального директора ЮНЕСКО, которым в 5-м туре была избрана представительница Франции Одри Азуле, набравшая 30 голосов против 28, поданных за представителя Катара Хамада Аль-Кавари. 10 ноября 2017 года Генеральная конференция ЮНЕСКО утвердила это назначение: за выступила 131 страна, против − 19.

## Устав
Устав — свод положений, регулирующий работу ЮНЕСКО, членский совет и основные органы организации. Он состоит из преамбулы и 15 статей, которые определяют цели, обязанности, структуру организации, правовой статус, бюджет и порядок сотрудничества с другими организациями и государствами.

### История возникновения
Устав ЮНЕСКО был принят на Лондонской конференции 16 ноября 1945 года и вступил в силу 4 ноября 1946 года после сдачи на хранение актов о его принятии двадцатью подписавшими его государствами.
Первая сессия ЮНЕСКО с действующим уставом прошла в Париже с 19 ноября по 10 декабря 1946 года. В ней приняли участие представители 30 государств.

#### Преамбула
Преамбула Устава раскрывает суть миссии ЮНЕСКО — укоренять в сознании людей идеи защиты мира, развивать и расширять связи между народами в целях взаимного понимания и предоставления всем людям полных и равных возможностей для получения образования, беспрепятственных исканий объективной истины и свободного обмена мыслями и знаниями.

#### Цели и обязанности
В первой статье Устава Организация обозначает свою главную задачу — укрепление мира и безопасности через расширение сотрудничества народов в области образования, науки и культуры, а также обеспечения справедливости, законности и уважения прав человека вне зависимости от расы, пола, языка и религии.

#### Членский состав
Согласно Уставу, ЮНЕСКО открыта для государств-членов ООН. Государства, не входящие в состав ООН, могут быть приняты в Организацию по предложению Исполнительного совета. При выходе из ООН, государство автоматически выходит и из ЮНЕСКО.

#### Органы
Организация состоит из трёх взаимосвязанных органов — Генеральной конференции, Исполнительного совета и Секретариата, каждый из которых выполняет свои функции.
Генеральная конференция
Генеральная конференция состоит из представителей государств-членов ООН. Она определяет направление деятельности ЮНЕСКО, принимает или отклоняет программы Исполнительного совета, даёт заключения ООН по вопросам образования, науки и культуры и рассматривает доклады государств-членов о выполнении рекомендаций. Генеральная конференция избирает членов Исполнительного совета.
Исполнительный совет
Исполнительный совет состоит из 51 члена, каждый из которых представляет правительство государства-члена ООН, гражданином которого он является, компетентен в области искусства, литературы, науки и образования. Они избираются Генеральной конференцией. В составе Исполнительного совета не может быть одновременно двух граждан одного и того же государства-члена ООН. Исполнительный совет подготавливает повестку дня Генеральной конференции, рассматривает программу работы Организации и бюджет. Исполнительный совет представляет Генеральной конференции рекомендации относительно приёма в Организацию новых членов.
Секретариат
Секретариат состоит из Генерального директора и необходимого персонала. Генеральный директор назначается Генеральной конференцией на 6 лет. Его кандидатуру предлагает Исполнительный совет. Генеральный директор принимает участие во всех заседаниях органах и комиссий ЮНЕСКО без права голоса, готовит Исполнительному совету проект программы работы Организации, подготавливает и рассылает государствам-членам и Исполнительному совету периодические доклады о деятельности ЮНЕСКО. Персонал Секретариата назначается Генеральным директором. Обязанности Генерального директора и персонала носят исключительно международный характер и находятся вне влияния правительств или учреждений, не имеющего отношения к Организации.

#### Национальные сотрудничающие органы
Устав ЮНЕСКО указывает, что каждое государство-член Организации самостоятельно привлекает к деятельности Организации свои центральные учреждения, занимающиеся вопросами образования, науки и культуры предпочтительнее всего через создание национальной комиссии, в которой будут представлены правительство и упомянутые учреждения.

#### Представление докладов государствами-членами
Согласно Уставу, каждое государство-член в определённые сроки обязано представить Генеральной конференции доклады, содержащие сведения о законах, положениях и статистических данных, касающихся его учреждений и их деятельности в области образования, науки и культуры.

#### Бюджет
Бюджет Организации и доля финансового участия каждого государства-члена утверждается Генеральной конференцией. Добровольные взносы и пожертвования, субсидии и завещанное имущество от правительств, общественных и частных учреждений, организаций и частных лиц может принимать Генеральный директор ЮНЕСКО.

#### Взаимоотношения с ООН
ЮНЕСКО сотрудничает с ООН для достижения общих целей, при этом каждая организация остаётся автономной.

#### Взаимоотношения с другими специализированными международными организациями и учреждениями
ЮНЕСКО может сотрудничать со специализированными межправительственными организациями и учреждениями в области образования, науки и культуры. Для этого Генеральный директор с разрешения Исполнительного совета может вступить в эффективные рабочие отношения с этими организациями и учреждениями и создавать смешанные комиссии.

#### Правовой статус ЮНЕСКО
ЮНЕСКО и представители государств-членов располагают правоспособностью ООН, которая на территории каждого из государств-членов является необходимой для самостоятельного выполнения ими своих функций, связанных с деятельностью ООН.

#### Поправки
Вносимые в Устав ЮНЕСКО поправки вступают в силу только в случае принятия их Генеральной конференцией. Те поправки, которые подразумевают под своим применением коренные изменения задач Организации или новые обязательства для государств-членов, могут быть приняты только путём голосованием «за» 2/3 участников. Тексты проектов поправок оглашаются Генеральным директором государствам-членам не позднее чем за шесть месяцев до того, как они выносятся на рассмотрение Генеральной конференции.

#### Толкование Устава
Оригиналы Устава ЮНЕСКО на английском и французском языках имеют одинаковую юридическую силу. Все вопросы и споры, касающиеся толкования Устава решаются в Международном или третейском суде.

#### Вступление Устава в силу
Оригиналы Устава с подписями двадцати государств-членов от 16 ноября 1945 года на английском и французском языках находятся на хранении у правительства Соединённого Королевства. Все государства-члены ООН имеют заверенные копии.

## Критика
В первой половине 2011 года из-за ошибки программиста около 100 000 анкетных данных пользователей, включая резюме и информацию о заработной плате, оказались в свободном доступе.
В ноябре 2011 года решение о принятии в члены Палестинской администрации как Государства Палестина, не являющегося членом ООН, подвергнуто резкой критике в США, Канаде, Израиле, Австралии и Польше, которые даже приостановили своё финансирование ЮНЕСКО. Газета «Маарив» приводит примеры того, как ЮНЕСКО и ранее «последовательно проводила и проводит антиизраильскую и антиеврейскую политику».
В 2013 году политическое британское издание New Left Review подвергло критике мероприятия по спасению объектов Всемирного наследия. Редактор газеты, итальянский журналист Марко Д’Эрамо в своей публикации рассуждает на тему: «Хорошо ли быть объектом Всемирного наследия?», упоминая как невыносимо смотреть на «бьющиеся в предсмертной агонии города». Статья была переведена на русский язык.
12 октября 2017 года Госдепартамент США уведомил генерального директора ЮНЕСКО Ирину Бокову о решении Соединённых Штатов выйти из организации и учредить постоянную наблюдательную комиссию при ЮНЕСКО. Решение вступило в силу 31 декабря 2018 года. Таким же образом поступило и Израильское государство. В официальной статье представитель Израиля в ООН Дэнни Данон заявляет, что «ЮНЕСКО — это орган, который непрерывно переписывает историю, в частности стирая связи евреев с Иерусалимом. Им манипулируют враги Израиля, поэтому он постоянно выделяет еврейское государство для осуждения». Заявление госдепартамента США же в основном упирается на увеличение задолженности в ЮНЕСКО и беспокойство отсутствия проведения в организации неких, необходимых по мнению белого Дома реформ. Ключевым обстоятельством стало, объясняющим столь резкий шаг сверхдержавы заявление о «продолжении антиизраильской позиции в ЮНЕСКО».

## Программы

### Человек и биосфера

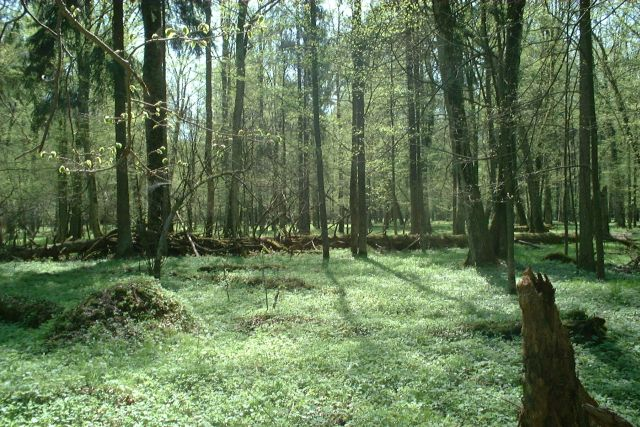
Беловежская пуща — один из первых биосферных резерватов

Программа представляет план работ для междисциплинарных исследований, призванных улучшить взаимодействие человека с его природным окружением. Основными целями программы является определение экологических, социальных и экономических последствий от потери биоразнообразия, а также сокращение таких потерь. Для своей работы программа использует Всемирную сеть биосферных резерватов, которая объединяет особо охраняемые природные территории, призванные демонстрировать сбалансированное взаимодействие природы и человека, концепцию устойчивого развития окружающей среды.
Биосферные резерваты отличает концепция зонирования, которая заключается в создании трёх специальных зон: ядро, буферная зона и переходная зона. Ядро, или основная территория, — наименее нарушенная экосистема, которая пользуется долгосрочной защитой и позволяет сохранять биологическое разнообразие. Чётко определённая буферная зона располагается вокруг ядер или примыкает к ним и используется для осуществления экологически безопасной деятельности, а также прикладных и фундаментальных исследований. Переходная зона, или зона сотрудничества, допускает размещение населённых пунктов и некоторую сельскохозяйственную деятельность. В зоне сотрудничества местные администрации и другие организации работают совместно в целях рационального управления и устойчивого воспроизводства ресурсов.

### Всемирное наследие

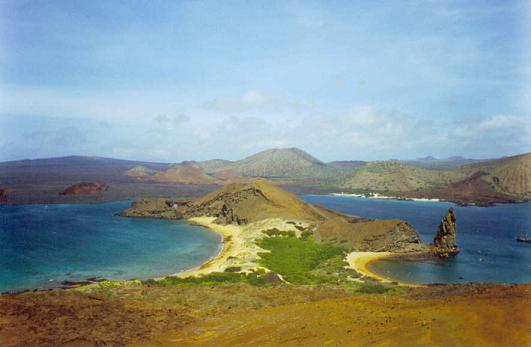
Галапагосские острова — объект Всемирного наследия под первым номером

В 1972 году ЮНЕСКО приняла Конвенцию об охране всемирного культурного и природного наследия, которая вступила в силу в 1975 году. С 1977 года ежегодно Комитет Всемирного наследия проводит сессии, на которых определяются объекты программы — природные или созданные человеком объекты, приоритетными задачами по отношению к которым являются сохранение и популяризация в силу их особой культурной, исторической или экологической значимости.
Главная цель списка Всемирного наследия — сделать известными и защитить объекты, которые являются уникальными в своём роде. Для этого и из-за стремления к объективности были составлены оценочные критерии. Шесть первых критериев действуют с 1978 года и определяют культурные объекты, природные объекты включаются в список с 2002 года, когда дополнительно появилось четыре природных критерия включения. С 2005 года все 10 критериев объединены в единый список.
Ряд объектов Всемирного наследия находится под угрозой уничтожения из-за природных или человеческих факторов, таких как землетрясения, вооружённые конфликты, бесконтрольный туризм и другие. Целью организации является подготовка программы активных действий и мониторинга объекта с целью скорейшего исключения его из списка. Список объектов всемирного наследия под угрозой уничтожения появился вместе с основным списком, однако не все страны испытывают желание номинировать в него объекты, так как включение в список привлекает международное внимание к проблеме.

### Нематериальное культурное наследие

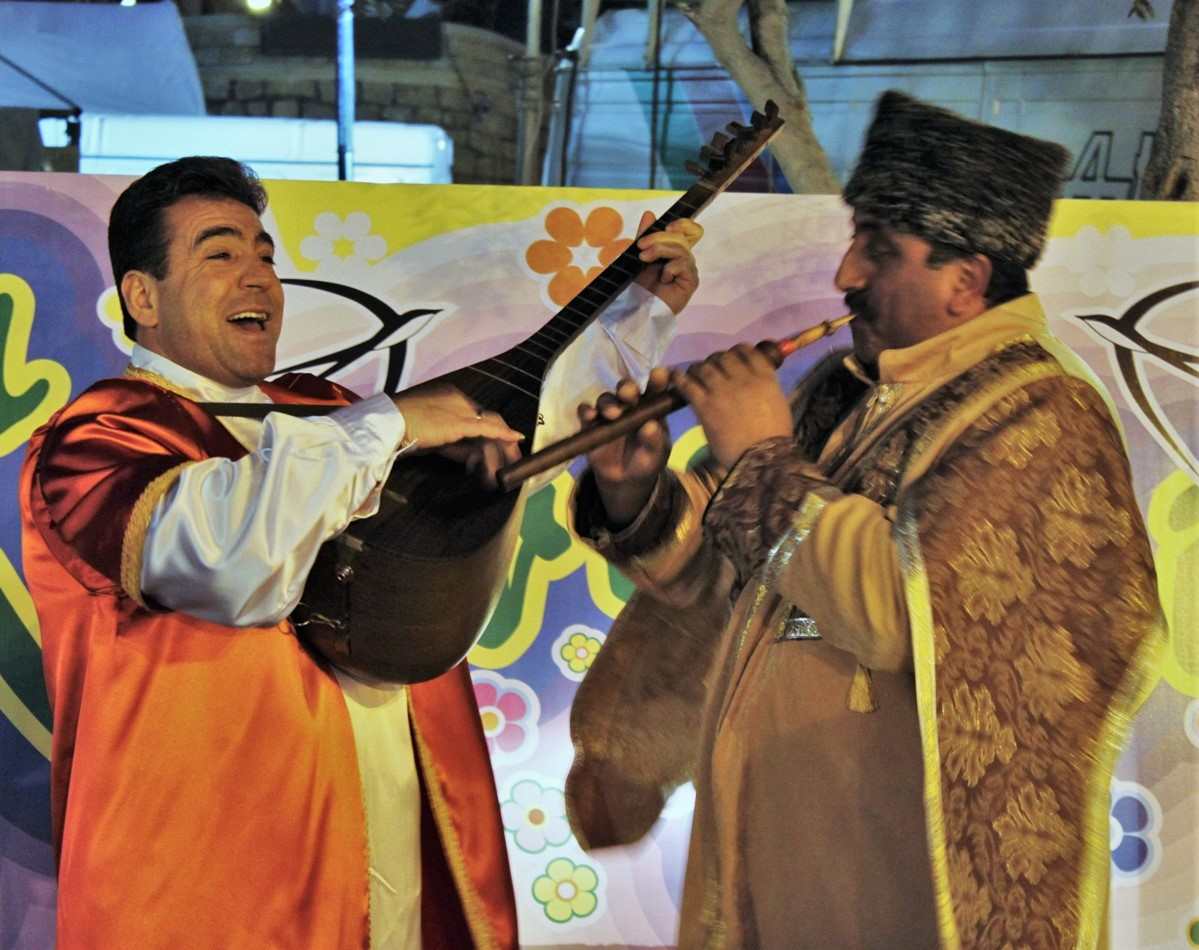
Искусство азербайджанских ашугов — объект нематериального культурного наследия

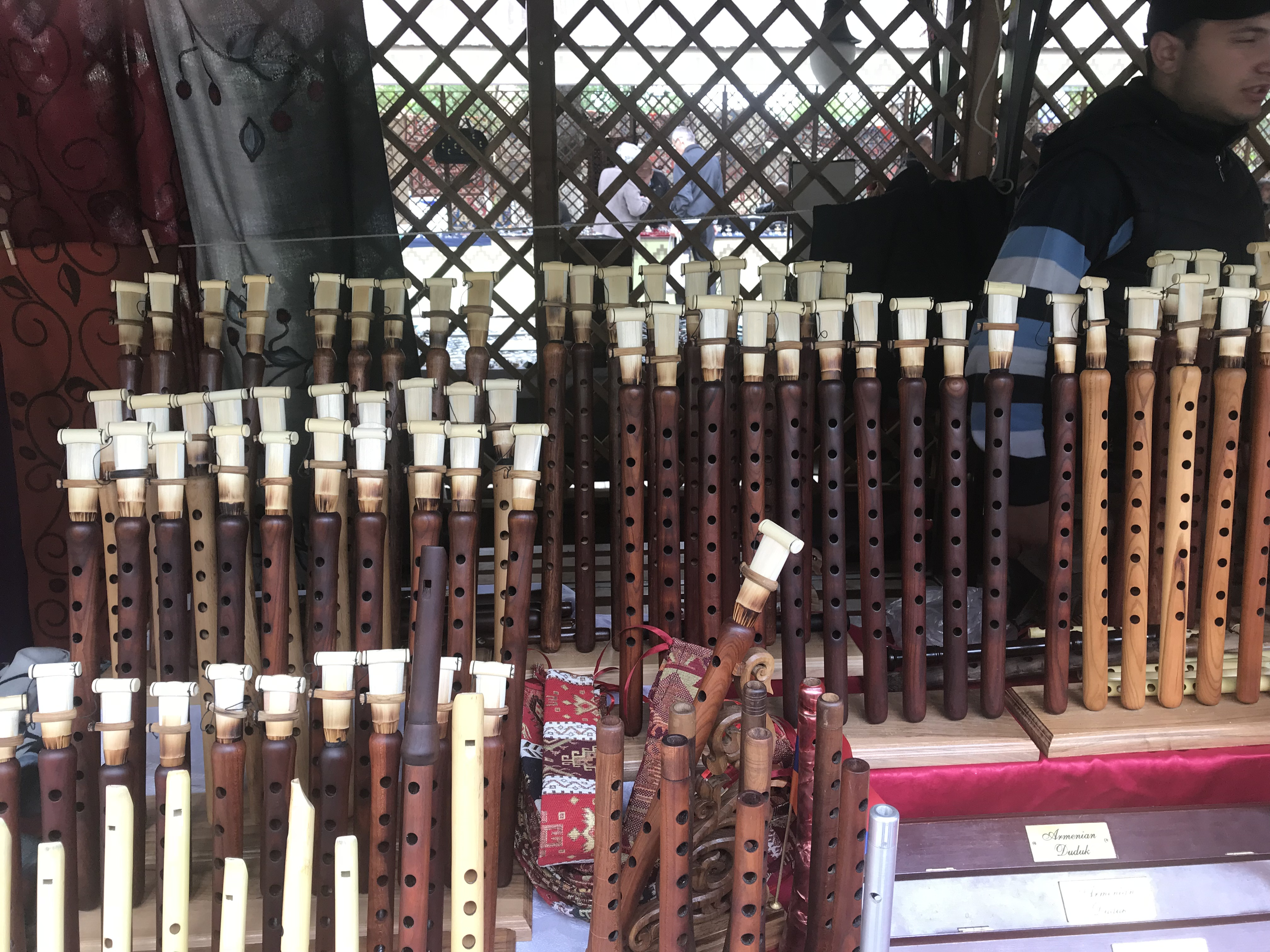
Армянский дудук — объект нематериального культурного наследия

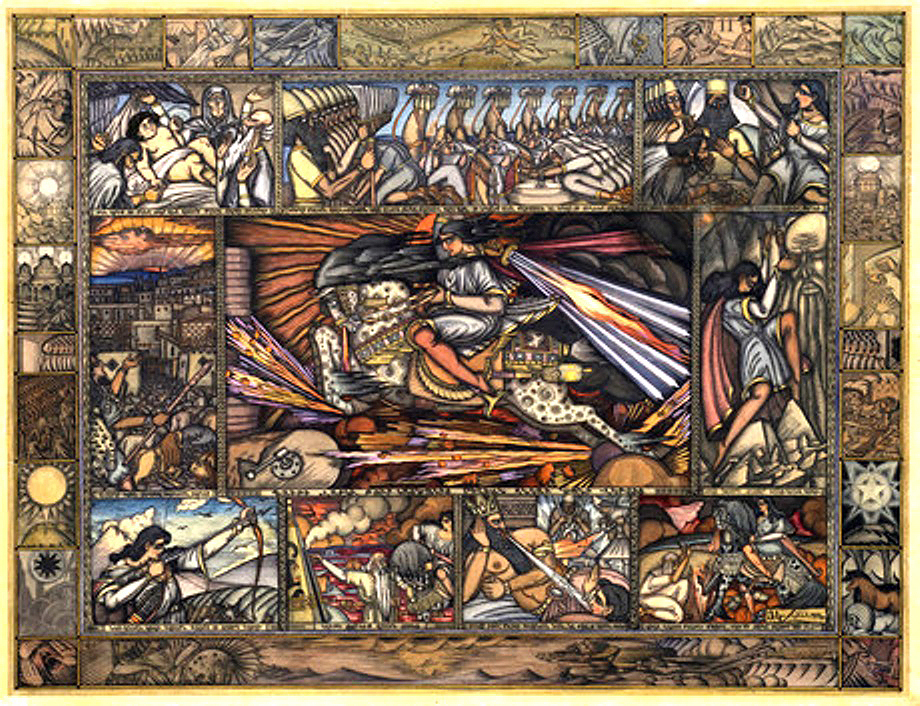
Эпос Давид Сасунский — объект нематериального культурного наследия

В 2003 году ЮНЕСКО приняла Конвенцию о защите нематериального культурного наследия. Такое название получили устные традиции, традиционные музыка, танцы, ритуалы и фестивали, ремёсла. Характерными особенностями объектов является связь с природой и историей, культурное разнообразие и творчество, передача из поколения в поколение. Наследие не ограничено материальными ценностями и носит также название живого наследия, при этом эксперты организации не рекомендуют использовать слово аутентичный.
Раз в два года проходят сессии комитета, которые определяют шедевры устного и нематериального культурного наследия. Как и для Всемирного наследия, ряд шедевров требуют неотложной защиты и помещаются в специальный список. Такие объекты могут рассчитывать на специальную помощь и финансовую поддержку.
В рамках этой программы реализуется также защита исчезающих языков. ЮНЕСКО выработала критерии сохранности языков и выпускает атлас исчезающих языков, в который включает все языки, которые находятся под угрозой исчезновения. Интерактивный атлас исчезающих языков мира доступен на сайте ЮНЕСКО.

### Память мира

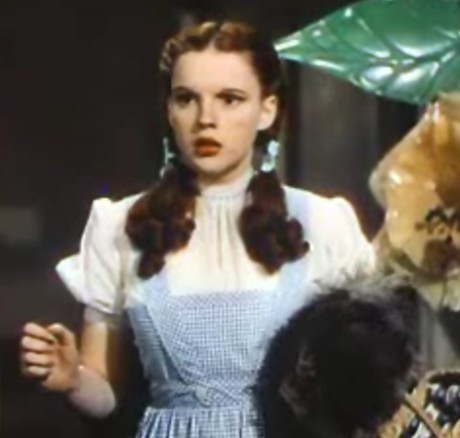
Фильм «Волшебник страны Оз» (1939) — классика кинематографа и память мира

Программа Память мира, призванная защитить документальное наследие, была основана в 1992 году. Программа призвана охранять документальное наследие, исторические документы, архивы и т. д., оказывать помощь в доступе к информации, привлекать всеобщее внимание к значимости существующих объектов. Для осуществления своих целей программа реализует практическую поддержку и помощь в поиске спонсоров конкретных проектов, стимулирует в рамках законов о частной собственности отдельных государств подготовку интернет-каталогов, публикацию книг, DVD и других продуктов.
Для привлечения внимания с 1997 года ведётся международный реестр объектов. Сессии комитета программы, на которых осуществляется включение в реестр, проходят каждые два года.

## История
В 1942 году в Великобритании по инициативе президента Совета по образованию Англии и Уэльса Ричарда А. Батлера и президента Британского совета М. Робертсона была созвана конференция министров образования стран-союзников (Conference of Allied Ministers of Education). Встреча, на которой присутствовали представители 8 правительств, находящихся в эмиграции, состоялась в Лондоне с 16 ноября по 5 декабря. Основным вопросом конференции было восстановление системы образования с наступлением мира. Вместо единовременного мероприятия до декабря 1945 года состоялось около 60 встреч. Идеи конференции нашли поддержку в мировом сообществе.
По окончании Второй мировой войны в Лондоне прошла конференция Организации Объединённых Наций по созданию организации по вопросам образования и культуры (ЕКО/КОНФ) (United Nations Conference for the establishment of an educational and cultural organization (ECO/CONF)). Конференция была созвана по рекомендации встречи 1942 года и конференции ООН по международной организации (United Nations Conference on International Organization), которая состоялась в апреле-июне 1945 года в Сан-Франциско. Основными задачами организации были установление подлинной культуры мира и препятствование развязыванию новой мировой войны, реализуемые посредством содействования обеспечению «интеллектуальной и нравственной солидарности человечества».
16 ноября 1945 года был подписан Устав ЮНЕСКО и создана подготовительная комиссия. Устав был подписан представителями 37 государств из 44, присутствовавших на встрече. Устав вступил в силу, после того как был ратифицирован 20 государствами. Это произошло 4 ноября 1946 года. Первая сессия генеральной конференции ЮНЕСКО, в которой приняли участие представители 30 государств, прошла в Париже с 19 ноября по 10 декабря 1946 года.
ЮНЕСКО является правопреемником международного комитета Лиги Наций по вопросам интеллектуального сотрудничества и его исполнительного учреждения — Международного института интеллектуального сотрудничества. Международный комитет (или комиссия) по интеллектуальному сотрудничеству в составе 12 человек был создан в 1922 году по предложению Леона Буржуа, лауреата Нобелевской премии мира. Лига Наций считала вопросы культуры и образования внутренними делами государств и финансово ограничивала деятельность комитета. Финансовая помощь была получена от Франции в 1926 году вместе с учреждением в Париже Международного института интеллектуального сотрудничества. Институт занимался контактами между университетами, библиотеками, научными союзами, переводом литературных произведений, юридическими вопросами интеллектуальной собственности, сотрудничеством в области музеев и искусства, связями со СМИ. Передача полномочий, которые могут быть выполнены в пределах плана деятельности ЮНЕСКО, осуществлялась в соответствии со статьёй 9 устава ЮНЕСКО и статьёй 63 устава ООН. Кроме того, ЮНЕСКО были переданы финансовые активы института.

## Награды и премии
ЮНЕСКО присуждает международные премии в сферах своей компетенции. Среди них:
- Премия имени Ханса Кристиана Андерсена — литературная премия, которой награждаются лучшие детские писатели и художники-иллюстраторы.
- Всемирная премия ЮНЕСКО/Гильермо Кано за вклад в дело свободы печати учреждена ЮНЕСКО в 1997 году в память о погибшем колумбийском журналисте Гильермо Кано. Премия присуждается за содействие свободе печати.
- Премия Калинги — ежегодная премия, присуждаемая за достижения в области популяризации науки. Награда учреждена всемирной организацией ЮНЕСКО за исключительные навыки в представлении научных идей для широкого круга людей.
- Международная медаль ЮНЕСКО имени Альберта Эйнштейна — присуждается выдающимся научным деятелям, внёсшим большой вклад в науку и международное сотрудничество в научной области.
- Международная премия имени Симона Боливара учреждена в 1983 году и присуждается в признание выдающихся заслуг, в соответствии с идеалами героя Латинской Америки Симона Боливара, за вклад в свободу, независимость и достоинство народов.
- Премия имени Н. К. Крупской учреждена ЮНЕСКО в честь советского государственного, партийного, общественного и культурного деятеля Надежды Константиновны Крупской. Спонсором премии выступало правительство СССР в 1970—1992 годах.
- Премия Л’Ореаль — ЮНЕСКО «Для женщин в науке» — премия, целью которой является улучшение позиций женщин в науке путём признания заслуг выдающихся исследовательниц, внёсших вклад в науку.
- Международная премия ЮНЕСКО-России имени Д. И. Менделеева выдаётся за достижения в области фундаментальных наук, к которым относятся химия, физика, математика и биология. Премия позволяет понимать происходящие в окружающей природе явления и являются определяющим фактором инновационного развития.

## Международные дни, годы, десятилетия, годовщины и памятные даты
ЮНЕСКО также отмечает международные дни, года и десятилетия, принимает участие в праздновании важнейших международных памятных дат.
В 2011 году ЮНЕСКО отмечало 200-летие со дня рождения Ференца Листа, 150-летие со дня рождения Рабиндтраната Тагора, 50-летие со дня смерти Патриса Лумумбы, 1000-летие строительства Софийского собора в Киеве (1011), 150-летие со дня смерти Т. Г. Шевченко (1861, Санкт-Петербург) и другие памятные даты.
От Российской Федерации на 2011 год были номинированы и утверждены: 50-летие первого полёта человека в космос (Ю. А. Гагарин, 1961) и 300-летие со дня рождения М. В. Ломоносова (1711).
Утверждение следующих международных памятных дат ЮНЕСКО (на 2012—2013 годы) состоялось в ходе 36-й сессии Генеральной конференции ЮНЕСКО в ноябре 2011 года.
В 1981 году ЮНЕСКО отмечала столетие Мустафы Ататюрка, который известен не только реформами в интересах турок, но и участием в преступлении геноцида, массовых убийствах мирных жителей, включая женщин и детей, проведением дискриминационной политики против нетурецких народов, что категорически противоречит идеалам ЮНЕСКО, представляя собой своего рода феномен.
ЮНЕСКО отмечает международные (и всемирные) дни, международные десятилетия, международные годы, международные годовщины, объявленные генеральной ассамблеей ЮНЕСКО.
Фиксированные ежегодные международные и всемирные дни, которые празднует ЮНЕСКО:
- 24 января. Всемирный день логики
- 24 января. Всемирный день образования
- 24 января. Всемирный день африканской культуры
- 27 января. Международный день жертв памяти холокоста
- 11 февраля. Международный день женщин и девочек в науке
- 13 февраля. Всемирный день радио
- 21 февраля. Международный день родного языка
- 4 марта. Всемирный День Инженерии на службе устойчивого развития
- 8 марта. Международный женский день
- 14 марта. Всемирный день математики
- 20 марта. День французского языка
- 21 марта. Всемирный день поэзии
- 21 марта. Международный день Навруз
- 22 марта. Всемирный день водных ресурсов
- 6 апреля. Международный день спорта на благо развития и мира
- 15 апреля. Всемирный день искусств
- 23 апреля. Всемирный день книги и авторского права
- 30 апреля. Международный день джаза
- 3 мая. Всемирный день свободы печати
- 5 мая. День всемирного наследия Африки
- 16 мая. Международный день света
- 21 мая. Всемирный день культурного разнообразия во имя диалога и развития
- 22 мая. Международный день биологического разнообразия
- 25 мая. День Африки (неделя Африки)
- 5 июня. Всемирный день окружающей среды
- 8 июня. Всемирный день океанов
- 17 июня. Всемирный день борьбы с опустыниванием и засухой
- 18 июля. Международный день Нельсона Манделы
- 26 июля. Международный день сохранения мангровых экосистем
- 9 августа. Международный день коренных народов мира
- 12 августа. Международный день молодёжи
- 23 августа. Международный день памяти о работорговли и её ликвидации
- 8 сентября. Международный день грамотности
- 15 сентября. Международный день демократии
- 20 сентября. Международный день студенческого спорта
- 28 сентября. Международный день всеобщего доступа к информации
- 5 октября. Всемирный день учителя
- 11 октября. Международный день девочек
- 13 октября. Международный день уменьшения опасности бедствий
- 17 октября. Международный день борьбы за ликвидацию нищеты
- 24 октября. День ООН
- 27 октября. Всемирный день аудиовизуального наследия
- Первый четверг ноября. Международный день борьбы с насилием и притеснениями в школьной среде, включая кибертравлю
- 2 ноября. Международный день прекращения безнаказанности за преступления против журналистов
- 5 ноября. Всемирный день языка романи
- 5 ноября. Всемирный день распространения информации о проблеме цунами
- 10 ноября. Всемирный день науки за мир и развитие
- Третий четверг ноября. Всемирный день философии
- 16 ноября. Международный день, посвящённый терпимости
- 18 ноября. Всемирный день исламского искусства
- 25 ноября. Международный день борьбы за ликвидацию насилия в отношении женщин
- 26 ноября. Всемирный день оливкового дерева
- 29 ноября. Международный день солидарности с палестинским народом
- 1 декабря. Всемирный день борьбы со СПИДом
- 3 декабря. Международный день инвалидов
- 10 декабря. День прав человека
- 18 декабря. Международный день мигранта
- 18 декабря. Всемирный день арабского языка

Международные десятилетия, отмечаемые ЮНЕСКО:
- 2013—2022 — Международное десятилетие сближения культур
- 2011—2020 — Десятилетие биоразнообразия ООН
- 2010—2020 — Десятилетие, посвящённое пустыням и борьбе с опустыниванием
- 2005—2015 — Международное десятилетие программы «Вода для жизни»
- 2005—2014 — Десятилетие образования в интересах устойчивого развития
- 2003—2012 — Десятилетие грамотности: образование для всех
- 2001—2010 — Международное десятилетие культуры мира и ненасилия в интересах детей планеты

Международные годы, отмечаемые ЮНЕСКО:
- 2015 — Международный год света и световых технологий
- 2014 — Международный год кристаллографии
- 2014 — Международный год малых островных развивающихся государств
- 2014 — Международный год солидарности с палестинским народом
- 2013 — Год математики планеты Земля (не является международным годом, проводится при поддержке ЮНЕСКО)
- 2013 — Международный год сотрудничества в области водных ресурсов
- 2011 — Международный год химии
- 2011 — Международный год лесов
- 2010 — Международный год сближения культур
- 2010 — Международный год биоразнообразия
- 2009 — Международный год примирения
- 2009 — Международный год астрономии
- 2009 — Год гориллы
- 2008 — Международный год планеты Земля
- 2008 — Международный год языков
- 2005 — Международный год спорта и физического воспитания
- 2004 — Международный год, посвящённый борьбе с рабством и его отмене
- 2003 — Международный год пресной воды
- 2002 — Год культурного наследия Организации Объединённых Наций

С 1956 года ЮНЕСКО участвует в памятных мероприятиях, посвящённых историческим событиям и юбилеях выдающихся личностей, отмечаемых государствами-членами в целях придания им мирового значения.
Празднование и привлечение внимания к видным деятелям, произведениям искусства или событиям, которые внесли вклад во взаимное обогащение культур способствует развитию международного взаимопонимания, сближению народов и миру.

## Филателия и нумизматика
Организацией ЮНЕСКО было выпущено две серии памятных медалей из золота, серебра и бронзы. Первая серия посвящена уникальным памятникам Всемирного наследия, которые находятся под угрозой уничтожения или требуют особого внимания. Вторая серия посвящена выдающимся личностям и историческим датам. За редким исключением, изготовлением медалей занимается Парижский Монетный двор. Продажа осуществляется только в сувенирном-киоске штаб-квартиры организации. С 1966 года выпущено 55 памятных медалей.
С 1961 года французская почта начала выпуск служебных марок для нужд ЮНЕСКО. После 1980 года на марках, кроме надписей, появились объекты Всемирного наследия. Марки выпускались с обозначением номинала во французских франках. Позднее почтовая администрация ООН наладила выпуск с номиналом в евро и швейцарских франках.
В 1950-х и 1960-х годах ЮНЕСКО выпускала непочтовые марки подарочного характера. Первые марки красного цвета номиналом в 25 центов с изображением штаб-квартиры ООН в Нью-Йорке были выпущены в 1951 году и продавались в американских школах. В 1952 году были выпущены синие марки для Франции и фиолетовые — для Великобритании, а затем Австралии. В 1953 году появились канадские, шведские, датские, японские, немецкие и американские марки. С 1954 года выходили международные буклеты. В общей сложности было выпущено около 60 марок.
Организации и объектам Всемирного наследия ЮНЕСКО посвящены многочисленные марки различных стран мира, а также ООН.

Почтовые марки, посвящённые ЮНЕСКО
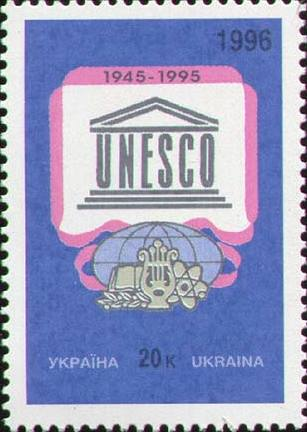
Украина (1996): 50-летие ЮНЕСКО
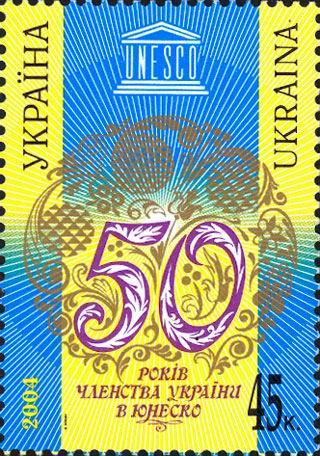
Украина (2004): 50-летие членства страны в ЮНЕСКО
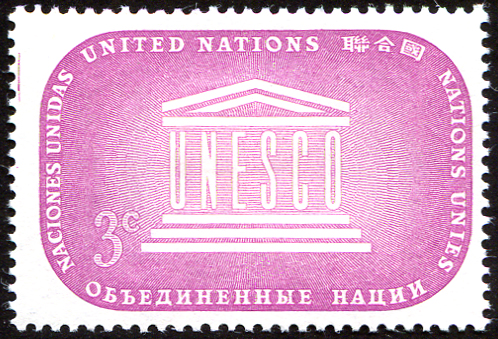
Выпуск Почтовой администрации ООН, 3 цента
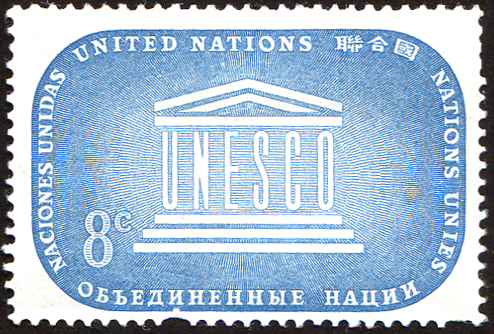
То же, 8 центов
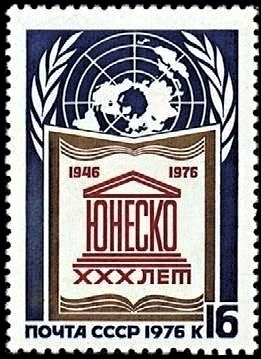
Почтовая марка СССР. 30 лет ЮНЕСКО
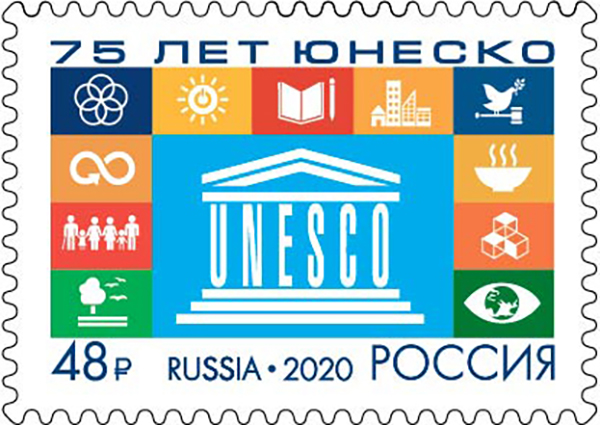
Почтовая марка 2020 год. Россия. 75 лет Организации Объединённых Наций по вопросам образования науки и культуры.
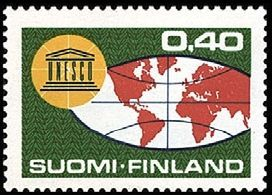
Почтовая марка 1966 год. Финляндия. 20 лет Организации Объединённых Наций по вопросам образования науки и культуры.

Памятники Всемирного наследия ЮНЕСКО на почтовых марках Германии
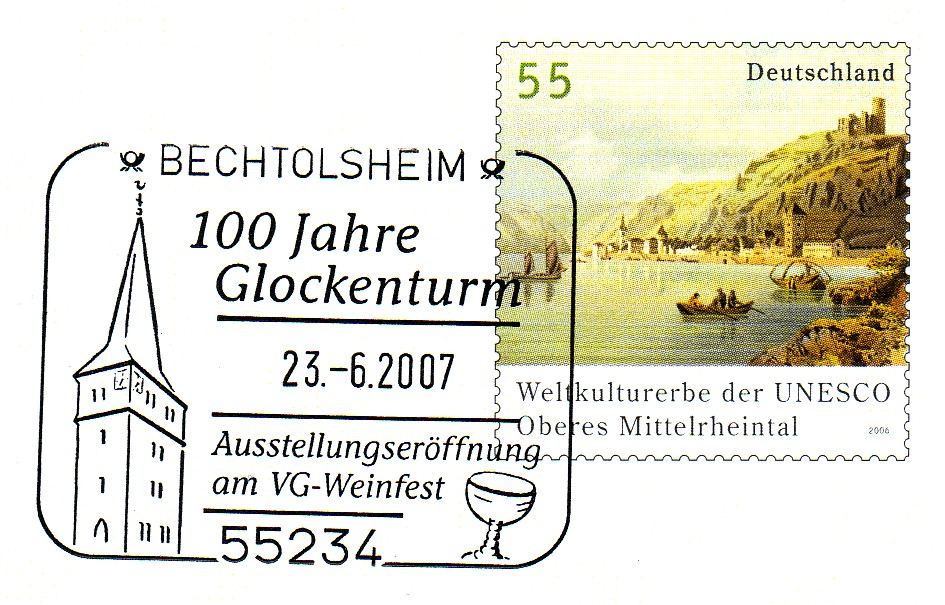
Долина верхнего Среднего Рейна (2006). Спецгашение (2007)

## Страны — члены ЮНЕСКО
В настоящее время в организации насчитывается 193 государств-членов, 11 ассоциированных государств и 2 государства-наблюдателя (а также 10 международных организаций-наблюдателей). За исключением Лихтенштейна, все члены ООН являются членами ЮНЕСКО. В отличие от полноправного членства в ООН, членом ЮНЕСКО не обязательно должны быть международно-признанные государства. Так, членами ЮНЕСКО являются Острова Кука, Ниуэ и частично признанная Палестинская автономия, которая является только наблюдателем ООН. 12 октября 2017 года США и Израиль заявили о выходе из ЮНЕСКО, мотивируя своё решение антиизраильской позицией организации. Согласно Уставу ЮНЕСКО, эти страны остаются полноправными членами организации до 31 декабря 2018 года. После этой даты США продолжат участие в работе организации в качестве государства-наблюдателя.
Ниже представлен неполный список стран, являющихся членами организации с указанием даты вступления и участием в основных программах ЮНЕСКО. В списке и ниже курсивом выделены члены, не являющиеся международно признанными государствами:
| Страна                   | Вступление | ВН | БР | ПМ | НКН |
| ------------------------ | ---------- | -- | -- | -- | --- |
| Австралия                | 04.11.1946 |    |    |    |     |
| Австрия                  | 13.08.1948 |    |    |    |     |
| Азербайджан              | 03.06.1992 |    |    |    |     |
| Албания                  | 16.10.1958 |    |    |    |     |
| Алжир                    | 15.10.1962 |    |    |    |     |
| Ангола                   | 11.03.1977 |    |    |    |     |
| Андорра                  | 20.10.1993 |    |    |    |     |
| Антигуа и Барбуда        | 15.07.1982 |    |    |    |     |
| Аргентина                | 15.09.1948 |    |    |    |     |
| Армения                  | 09.06.1992 |    |    |    |     |
| Афганистан               | 04.05.1948 |    |    |    |     |
| Багамские Острова        | 23.04.1981 |    |    |    |     |
| Бангладеш                | 27.10.1972 |    |    |    |     |
| Барбадос                 | 24.10.1968 |    |    |    |     |
| Бахрейн                  | 18.01.1972 |    |    |    |     |
| Беларусь                 | 12.05.1954 |    |    |    |     |
| Белиз                    | 10.05.1982 |    |    |    |     |
| Бельгия                  | 29.11.1946 |    |    |    |     |
| Бенин                    | 18.10.1960 |    |    |    |     |
| Болгария                 | 17.05.1956 |    |    |    |     |
| Боливия                  | 13.11.1946 |    |    |    |     |
| Босния и Герцеговина     | 02.06.1993 |    |    |    |     |
| Ботсвана                 | 16.01.1980 |    |    |    |     |
| Бразилия                 | 04.11.1946 |    |    |    |     |
| Бруней                   | 17.03.2005 |    |    |    |     |
| Буркина-Фасо             | 14.11.1960 |    |    |    |     |
| Бурунди                  | 16.11.1962 |    |    |    |     |
| Бутан                    | 13.04.1982 |    |    |    |     |
| Вануату                  | 10.02.1994 |    |    |    |     |
| Венгрия                  | 14.09.1948 |    |    |    |     |
| Венесуэла                | 25.11.1946 |    |    |    |     |
| Вьетнам                  | 06.07.1951 |    |    |    |     |
| Габон                    | 16.11.1960 |    |    |    |     |
| Гамбия                   | 01.08.1973 |    |    |    |     |
| Грузия                   | 07.10.1992 |    |    |    |     |
| Германия                 | 11.07.1951 |    |    |    |     |
| Гана                     | 11.04.1958 |    |    |    |     |
| Греция                   | 04.11.1946 |    |    |    |     |
| Гренада                  | 17.02.1972 |    |    |    |     |
| Дания                    | 04.11.1946 |    |    |    |     |
| Джибути                  | 31.08.1989 |    |    |    |     |
| Доминика                 | 09.01.1979 |    |    |    |     |
| Доминиканская Республика | 04.11.1946 |    |    |    |     |
| ДР Конго                 | 25.11.1960 |    |    |    |     |
| Египет                   | 04.11.1946 |    |    |    |     |
| Казахстан                | 02.03.1992 |    |    |    |     |
| Камбоджа                 | 03.07.1951 |    |    |    |     |
| Камерун                  | 11.11.1960 |    |    |    |     |
| Канада                   | 04.11.1946 |    |    |    |     |
| Кабо-Верде               | 15.02.1978 |    |    |    |     |
| Кипр                     | 06.02.1961 |    |    |    |     |
| Китай                    | 04.11.1946 |    |    |    |     |
| КНДР                     | 18.10.1974 |    |    |    |     |
| Колумбия                 | 31.10.1947 |    |    |    |     |
| Коморы                   | 22.03.1977 |    |    |    |     |
| Республика Конго         | 24.10.1960 |    |    |    |     |
| Коста-Рика               | 19.05.1950 |    |    |    |     |
| Кот-д’Ивуар              | 27.10.1960 |    |    |    |     |
| Куба                     | 29.08.1947 |    |    |    |     |
| Острова Кука             | 25.10.1989 |    |    |    |     |
| Латвия                   | 14.10.1991 |    |    |    |     |
| Литва                    | 07.10.1991 |    |    |    |     |
| Государство Палестина    | 31.10.2011 |    |    |    |     |
| Польша                   | 06.11.1946 |    |    |    |     |
| Россия                   | 12.05.1954 |    |    |    |     |
| Сальвадор                | 28.04.1948 |    |    |    |     |
| Тувалу                   | 21.10.1991 |    |    |    |     |
| Таиланд                  | 01.01.1949 |    |    |    |     |
| Тонга                    | 29.09.1980 |    |    |    |     |
| Тунис                    | 08.11.1956 |    |    |    |     |
| Туркменистан             | 17.08.1993 |    |    |    |     |
| Турция                   | 04.11.1946 |    |    |    |     |
| Украина                  | 12.05.1954 |    |    |    |     |
| Уганда                   | 09.11.1962 |    |    |    |     |
| Узбекистан               | 26.10.1993 |    |    |    |     |
| Уругвай                  | 08.11.1947 |    |    |    |     |
| Фиджи                    | 14.07.1983 |    |    |    |     |
| Филиппины                | 21.11.1946 |    |    |    |     |
| Финляндия                | 10.10.1956 |    |    |    |     |
| Франция                  | 04.11.1946 |    |    |    |     |
| Хорватия                 | 01.06.1992 |    |    |    |     |
| ЦАР                      | 11.11.1960 |    |    |    |     |
| Чад                      | 19.12.1960 |    |    |    |     |
| Чехия                    | 22.02.1993 |    |    |    |     |
| Чили                     | 07.07.1953 |    |    |    |     |
| Черногория               | 01.03.2007 |    |    |    |     |
| Швейцария                | 28.01.1949 |    |    |    |     |
| Швеция                   | 23.01.1950 |    |    |    |     |
| Шри-Ланка                | 14.11.1949 |    |    |    |     |
| Эквадор                  | 22.01.1947 |    |    |    |     |
| Экваториальная Гвинея    | 29.11.1979 |    |    |    |     |
| Эритрея                  | 02.09.1993 |    |    |    |     |
| Эстония                  | 14.10.1991 |    |    |    |     |
| Эфиопия                  | 01.07.1955 |    |    |    |     |
| Южный Судан              | 27.10.2011 |    |    |    |     |
| ЮАР                      | 12.12.1994 |    |    |    |     |
| Ямайка                   | 07.11.1965 |    |    |    |     |
| Япония                   | 02.07.1951 |    |    |    |     |

Примечания к таблице:
1. 1 2 3  В 1954 году в состав ЮНЕСКО помимо  СССР были приняты  Украинская ССР и  Белорусская ССР.

Ассоциированные государства:
- Ангилья
- Аруба
- Виргинские Острова (Великобритания)
- Острова Кайман
- Кюрасао
- Макао
- Сен-Мартен
- Токелау
- Фарерские острова
- Монтсеррат
- Новая Каледония

Государства-наблюдатели:
- Ватикан
- Израиль
- Мальтийский орден (иногда рассматривающееся как карликовое государство, квазигосударственное образование)
- США